# Павао Марковац
Павао Марковац (Загреб, 5. април 1903 — Загреб, 17. јул 1941), музиколог, музички публициста, критичар и редитељ.

## Биографија
Рођен је 5. априла 1903. године у Загребу. Његово право презиме је било Ебенспангер, али га је 1923. године променио у Марковац.
Музичко школовање је започео у Загребу, а студије је од 1921. до 1926. године похађао у Бечу. Студирао је музикологију и композицију, али је докторирао музикологију са дисертацијом о хармонијским проблемима у музици Модеста Мусоргског. Године 1927. се вратио у Загреб, где је радио на Радију Загреб и у фабрици грамофонских плоча „Едисон Бел Пенкала“. Уређивао је лист „Глазбени вјесник”, током 1927. и 1928. године, као и „Музичку ревију“, током 1932. године са Златком Гргошевићем.
У периоду од 1927. до 1941. године објавио је неколико стотина чланака, студија, есеја, расправа и критика у листовима „Хрватска ревија“, „Јутарњи лист“, „Израз“, „Књижевник“, „Музички гласник“, „Нова ријеч“, „Слободи глас“ и др. Неки од његових познатијих критика и чланак су били - „Импресионизам у музици“, „Идејни свијет Ричарда Вагнера“, „Музика и друштво“, „Радничка мизика“, „Социјални смер у музици“, „Уметничко стваралаштво жене“ и др. Био је први југословенски мзиколог, који је писао о музици са марксистичког угла.
Био је марксиситички опредељен и като такав је био симпатизер Комунистичке партије Југославије (КПЈ), са чијим је члановима активно сарађивао. Био је члан Синдикалне комисије при Централном комитету Комунистичке партије Хрватске (КПХ), где је био задужен за културно-просветни рад са радницима. Био је организатор Радничке културно-просветне заједнице и диригент Радничког певачког друштва „Слобода“.
Због своје друштвене и политичке активности, заједно са групом познатих загребачких комуниста и левичара, био је ухапшен од стране полиције Бановине Хрватске, 30. марта 1941. године и спороведен у логор Керестинец, код Загреба. После окупације Југославије и проглашења усташке Независне Државе Хрватске (НДХ), усташе су преузеле контролу над овим логором. Био је учесник масовног неуспелог бега из логора, у ноћи 13/14. јул, али је већ сутрадан 14. јула био заробљен у шуми, у близини Раковог Потока, код Самобора.
У знак одмазде за бекство из логора, стрељан је 17. јула 1941. године у парку Дотршћина, У Загребу, заједно са групом од 30 ухваћених затвореника, међу којима су били - Дивко Будак, Иван Крндељ и Аугуст Цесарец.
Марковац је написао око 170 музичких композиција, претежно вокалних. Његовим ликом и делом, бавио се музиколог Андрија Томашек, који је његове изабране чланке и есеје објавио је 1957. године. Потом је 1983. године објавио књигу „Павао Марковац - човјек и дело“, а 2007. године је објавио преглед његових мало познатих музичких дела под називом „Павао Марковац - Сачувана глазба“.